# Andrei Mureșanu
Andrei Mureșanu (16 de noviembre de 1816, Bistrița - 12 de octubre de 1863, Brașov) fue un poeta y revolucionario rumano de Transilvania (entonces bajo la monarquía habsbúrgica). 
Nacido en una familia de campesinos, estudió filosofía y teología en Blaj. Empezando con 1838, Mureșanu fue profesor en Brașov. Publicó sus primeros poemas en la revista cultural "Foaia pentru Minte, Inimă și Literatură" ("Hoja para mente, corazón y literatura").
Fue una de las figuras importantes de la Revolución de 1848 en Transilvania, formando parte de la delegación que representó a la ciudad de Brașov en las Asambleas de Blaj, en mayo de 1848. Su poema Deșteaptă-te, române!, con música compuesta por Anton Pann, pasó a ser el himno de los revolucionarios. Nicolae Bălcescu la llamó "La Marseillaise de los rumanos", por su capacidad de movilizar al pueblo. Deșteaptă-te, române! fue cantado durante la Revolución rumana de 1989, y por presión popular pasó a ser el nuevo himno nacional de Rumania. 
Después de la revolución, Mureșanu trabajó como traductor en Sibiu, y algunas de sus obras patrióticas fueran publicadas en la revista Telegraful Român. En 1862, se publicaron todas sus poesías en un solo volumen. 